# Václav Machek
Václav Machek (né le 27 décembre 1925 à Starý Mateřov et mort le 1er novembre 2017) est un coureur cycliste tchécoslovaque. Il a participé aux 1956, à Melbourne, où il a obtenu la médaille d'argent en tandem, avec Ladislav Fouček.

## Palmarès

### Jeux olympiques
- Melbourne 1956
  -  Médaillé d'argent du tandem